# Xavier Becerra
Pour les articles homonymes, voir Becerra.
Xavier Becerra, né le 26 janvier 1958 à Sacramento (Californie), est un homme politique américain membre du Parti démocrate.
Élu à la Chambre des représentants des États-Unis pour la Californie de 1993 à 2017, procureur général de l'État de 2017 à 2021, il est ensuite le secrétaire à la Santé et aux Services sociaux des États-Unis dans l'administration du président Joe Biden, de 2021 à 2025.

## Biographie

### Famille et études
Xavier Becerra est originaire de Sacramento, capitale de la Californie. Son père, Manuel Becerra, est également né à Sacramento mais a grandi à Tijuana au Mexique ; il est ouvrier agricole puis dans la construction. Sa mère Maria est une immigrée mexicaine originaire de Jalisco. Ses parents immigrent en Californie peu après leur mariage.
Après des études de droit et d'économie à l'université Stanford, dont il sort diplômé en 1984, Xavier Becerra devient avocat.
Xavier Becerra parle couramment l'anglais et l'espagnol. Il est marié à Carolina Reyes, obstétricienne, avec qui il a trois filles.

### Débuts en politique
En 1986, Xavier Becerra rejoint l'équipe du sénateur d'État californien Art Torres à Los Angeles. Il est ensuite procureur adjoint de Californie de 1987 à 1990.
En 1990, il est élu à l'Assemblée de l'État de Californie en rassemblant 60,9 % dans le 59e district. Après avoir fait campagne sur la sécurité, il participe à l'adoption d'une loi renforçant les peines de prison pour les crimes commis à proximité d'écoles par des membres de gangs.

### Représentant des États-Unis

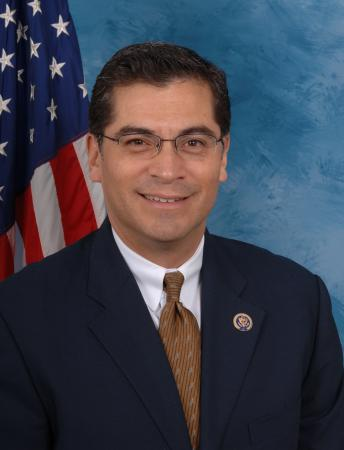
Portrait officiel de Becerra au Congrès en 2009.

À l'approche des élections de 1992, le démocrate Ed Roybal (en) annonce ne pas être candidat à un nouveau mandat à la Chambre des représentants des États-Unis. Bien que n'habitant pas dans ce district du Downtown Los Angeles, Xavier Becerra se présente à sa succession. Dans ce qui est désormais le 30e district de Californie, il remporte la primaire démocrate avec 31,8 % des suffrages, devançant de dix points son plus proche concurrent. Il est ensuite élu représentant des États-Unis avec 58,4 % des voix.
Entre 1994 et 2000, Xavier Becerra est réélu tous les deux ans avec des scores compris entre 66 et 84 % des suffrages. En 2001, il se présente sans succès à l'élection municipale de Los Angeles, finissant cinquième de la primaire démocrate avec seulement 6 % des voix. En 2002, à la suite d'un redécoupage des circonscriptions, il est réélu au Congrès dans le 31e district avec 81,2 % des suffrages. Il est réélu avec plus de 80 % des voix lors des quatre élections suivantes.
Le président Barack Obama lui propose en 2008 d'être représentant américain au commerce. Il choisit cependant de rester au Congrès.
En 2012, il est élu représentant du 34e district de Californie avec 85,6 % des voix,. Il est réélu en 2014 avec 72,5 % des suffrages face à un autre démocrate. Xavier Becarra envisage de se présenter à l'élection sénatoriale de 2016 en Californie, après la retraite de la sénatrice Barbara Boxer. Peu connu en dehors de Los Angeles, il décide finalement de se représenter à la Chambre des représentants et remporte un nouveau mandat avec 77,2 % des voix. Soutien d'Hillary Clinton lors des primaires démocrates de 2016, il est mentionné comme possible candidat à la vice-présidence des États-Unis. C'est finalement Tim Kaine qui est désigné.
À la Chambre des représentants, il devient le premier élu hispanique à siéger au Ways and Means committee, qui s'occupe des questions fiscales. Il siège également à la commission sur la santé et la sécurité sociale. Après les élections de 2012, il est élu président de la Conférence démocrate de la Chambre des représentants (en), quatrième poste dans la hiérarchie du groupe démocrate à la Chambre des représentants. Sa présidence prend fin après les élections de 2016.

### Procureur général de Californie

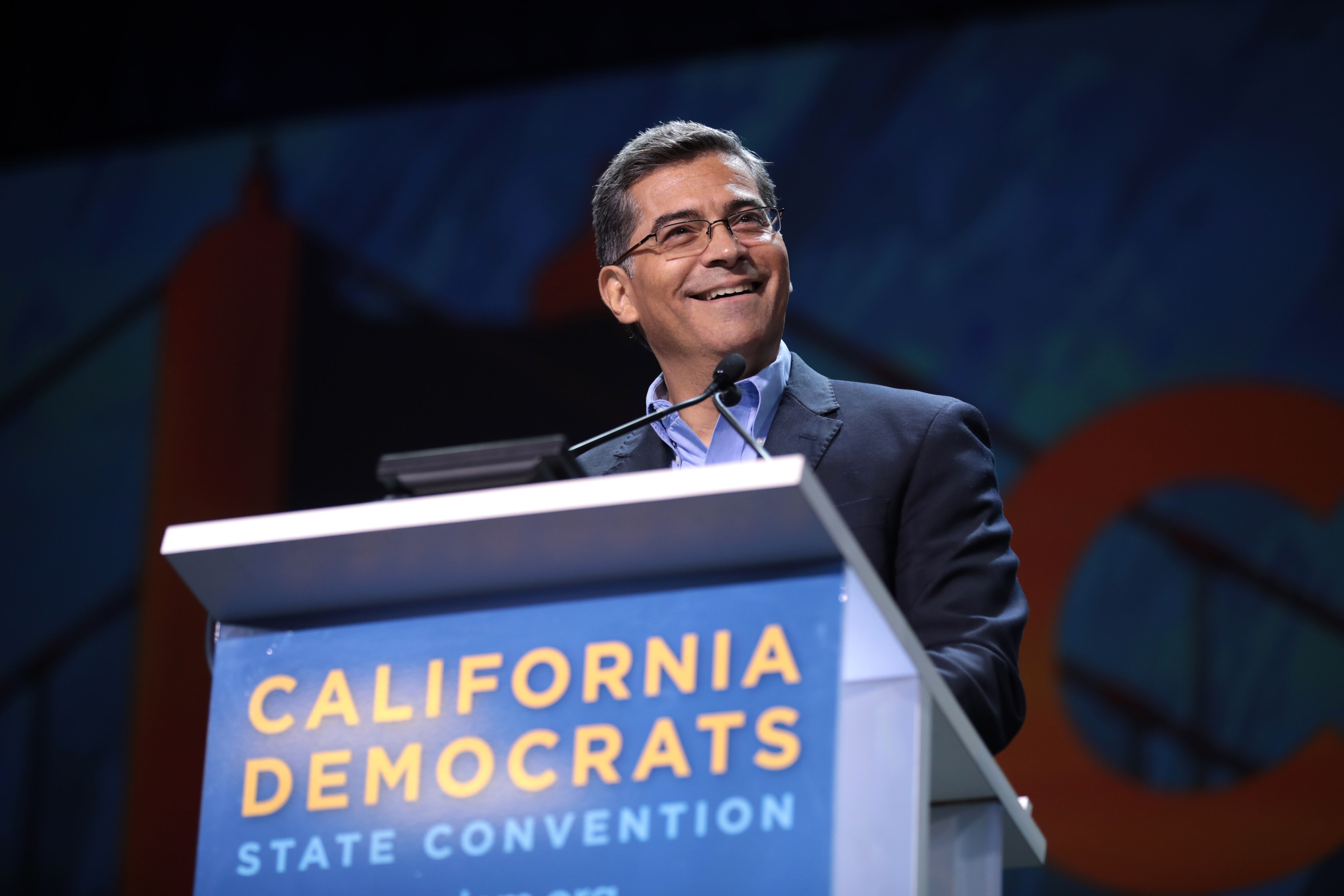
Xavier Becerra à la convention du Parti démocrate de Californie en 2019.

Après l'élection de Kamala Harris au Sénat des États-Unis en novembre 2016, Xavier Becerra est choisi par le gouverneur Jerry Brown pour lui succéder au poste de procureur général de Californie. Il prête serment le 24 janvier 2017, devenant le premier Latino à occuper ce poste. Une élection partielle est organisée au printemps 2017 pour le remplacer à la Chambre des représentants ; elle est remportée par le démocrate Jimmy Gomez. Durant son premier mandat, Xavier Becerra intente une trentaine de procès contre l'administration Trump, dont la moitié visent à protéger l'environnement face aux dérégulations fédérales.
Xavier Becerra se présente pour un mandat complet de procureur général en 2018. En juin 2018, il arrive en tête de la primaire avec environ 45 % des voix, devant l'ancien juge républicain Steven Bailey (25 %). Le 6 novembre 2018, il est élu procureur général pour un mandat de quatre ans, avec 63,6 % des suffrages.
En tant que procureur général de Californie, il lance au total une centaine d'actions en justice contre l'administration Trump, principalement en matière d'environnement, d'immigration et de santé,. En particulier, il mène la coalition d'une vingtaine d'États demandant à la Cour suprême des États-Unis de valider la légalité de l'Obamacare (Patient Protection and Affordable Care Act), remise en cause par la décision d'une cour d'appel fédérale.

### Administration Biden
Après l'élection présidentielle américaine de 2020, il est désigné par le président-élu Joe Biden pour devenir secrétaire à la Santé et aux Services sociaux des États-Unis. Ce choix s'explique notamment par sa défense en justice du Patient Protection and Affordable Care Act, dont Joe Biden avait été l'un des artisans en tant que vice-président. Sa nomination doit être validée par le Sénat, après l'inauguration du nouveau président en 2021. Il est le premier Hispanique proposé à cette fonction.
Le 18 mars 2021, sa nomination est confirmée par le Sénat des États-Unis par 50 voix contre 49, avec le soutien de tous les sénateurs démocrates présents et de la républicaine Susan Collins. Tous les autres sénateurs républicains s'opposent à sa nomination, citant son soutien au droit à l'avortement et le fait qu'il n'ait jamais travaillé dans le domaine de la santé.
En avril 2024, Politico révèle qu'il envisage de quitter ses fonctions pour annoncer sa candidature au poste de gouverneur de Californie pour l'élection de 2026. Il reste finalement en poste jusqu'à la fin de la présidence de Joe Biden le 20 janvier 2025, et annonce sa candidature au poste de gouverneur quelques mois plus tard, le 2 avril.

## Positions politiques
Xavier Becerra est membre du Congressional Progressive Caucus, qui regroupe les représentants de la gauche du Parti démocrate.
S'il vote faveur de l'ALENA en 1993, Xavier Becerra dit regretter son vote et se montre par la suite plus protectionniste.